# Ptychamalia reducta
Ptychamalia reducta là một loài bướm đêm trong họ Geometridae.